# 두산 아레나
이전까지 스타디온 메스타 플젠(Stadion města Plzně)이라고 알려진 두산 아레나는 체코 플젠에 위치한 다목적 경기장이다. 주로 축구 경기에 사용되며 FC 빅토리아 플젠의 홈 구장이기도 하다. 경기장은 11,700명을 수용할 수 있다.

## 입장객 수
- 1993/94 - 5,774
- 1994/95 - 4,573
- 1995/96 - 3,441
- 1996/97 - 4,626
- 1997/98 - 3,819
- 1998/99 - 4,033
- 2000/01 - 3,073
- 2003/04 - 3,622
- 2005/06 - 4,118
- 2006/07 - 4,836
- 2007/08 - 3,828
- 2008/09 - 4,005
- 2009/10 - 3,629
- 2010/11 - 6,415
- 2011/12 - 7,009
- 2012/13 - 10,046
- 2013/14 - 10,089
- 2014/15 - 10,868